# Murstetten
Murstetten ist ein Ort und eine Katastralgemeinde in der Gemeinde Perschling im Bezirk St. Pölten.

## Geografie
Der Ort liegt nordwestlich von Neulengbach auf 278 m Seehöhe am Fuße des Frauenbergs (378 m) und am Nordrand des Haspelwalds. 

## Geschichte
Im Zentrum von Murstetten findet man noch die verfallene Gartenmauer der Goldburg, einst eines der prächtigsten Schlösser Niederösterreichs, welches 1809 unter Napoleon I. zerstört wurde. 
Am 17. Mai 1864 wurden 14 Häuser sowie die Kirche, die Schule und der Pfarrhof einem verheerenden Brand zerstört. Daraufhin wurde die Freiwillige Feuerwehr Murstetten gegründet.

## Infrastruktur
Murstetten verfügt über eine Bushaltestelle, die von einer Regionalbuslinie mehrmals pro Tag bedient wird. Im Dorfwirtshaus zum Schwarzen Ochsen finden regelmäßig Kabarett- und Musikveranstaltungen statt.

## Persönlichkeiten
- Barbara Poxhofer (* 1985), Fußballschiedsrichterin und -spielerin